# Municipio de Buffalo (condado de Linn)
El municipio de Buffalo (en inglés: Buffalo Township) es un municipio ubicado en el condado de Linn en el estado estadounidense de Iowa. En el año 2010 tenía una población de 486 habitantes y una densidad poblacional de 5,21 personas por km².

## Geografía
El municipio de Buffalo se encuentra ubicado en las coordenadas 42°9′48″N 91°25′40″O / 42.16333, -91.42778. Según la Oficina del Censo de los Estados Unidos, el municipio tiene una superficie total de 93.28 km², de la cual 91,69 km² corresponden a tierra firme y (1,71 %) 1,59 km² es agua.

## Demografía
Según el censo de 2010, había 486 personas residiendo en el municipio de Buffalo. La densidad de población era de 5,21 hab./km². De los 486 habitantes, el municipio de Buffalo estaba compuesto por el 97,53 % blancos, el 0,41 % eran afroamericanos, el 0,62 % eran asiáticos, el 0,21 % eran de otras razas y el 1,23 % eran de una mezcla de razas. Del total de la población el 0,82 % eran hispanos o latinos de cualquier raza.